# Zoraida Burgos i Matheu
Zoraida Burgos i Matheu (Tortosa, 10 de marzo de 1933) es una  escritora y bibliotecaria española. Además, es grafóloga, pintora y restauradora de objetos de arte.

## Trayectoria
Burgos es Diplomada en Biblioteconomía por la Universidad de Barcelona, y trabaja como bibliotecaria. Durante muchos años, ha sido la única voz femenina de la literatura de las Tierras del Ebro y forma parte, junto con Jesús Massip, Manuel Pérez Bonfill y Gerard Vergés, entre otros, de la generación de la posguerra catalana en Tortosa.
Su trayectoria literaria se inició en 1970 cuando recibió el premio Màrius Torres por el poemario De amores, añoranzas y otras cosas y se incluyó parte de su obra poética en numerosas antologías. A partir de Vísperas, de 1978, su producción se puede entender de forma unitaria, junto con Ciclo de la noche, de 1982, y Reflexos y Blaus, de 1993, por el que obtiene el premio Guerau de Liost de poesía.
Su obra en prosa se inició en 1971 con la publicación de una serie de libros de narrativa infantil en la editorial Joventut: Las perdiuillas de las patas rojas, Las cucharillas de luna, El búho que abrió los ojos de día y La negrita Safu y el Narcís. En 1993, obtuvo el galardón Josep Pin i Soler de narrativa por La obsesión de las dunas. En 2002 y 2003, participó en los volúmenes colectivos Verdaguer y Manyà, vidas cruzadas y El ruido del Ebro. 15 narradores dan voz al río, respectivamente.
En 2012, ganó el premio de poesía Vila de Lloseta con Absolc el temps. En 2018, su obra Convivencia de aguas (LaBreu Edicions) fue galardonada con el Premio de la Crítica de poesía catalana. En palabras del Jurado del premio, “Convivencia de aguas es una obra de arte conmovedora porque reúne en un solo volumen el esfuerzo de toda una vida. Sus poemas dan fe de la evolución de una voz insólita pero reconocible desde el ímpetu de los primeros versos hasta el equilibrio de la madurez, que le permite navegar entre las grandes contradicciones de la vida, la búsqueda de la identidad y sus espejismos".
En 2023, fue distinguida con la Cruz de San Jordi "por su notable obra literaria, al ser una de las escritoras más importantes de la generación tortosina de la posguerra."

## Obra

### Poesía
- De amores, añoranzas y otras cosas. Lérida: Sicoris, 1971.
- Vísperas. Tortosa: la autora, 1978.
- Ciclo de la noche [con pinturas de Manolo Ripollés]. Tortosa: Ebre Informes, 1982.
- Reflejos. Tarragona: Instituto de Estudios Tarraconenses Ramon Berenguer IV, 1989.
- Azules . Barcelona: Columna, 1993.
- Absolc el temps. Palma: Moll, 2013.
- Convivencia de aguas: obra poética. Barcelona: LaBreu, 2017.

### Narrativa
- La obsesión de las dunas. Tarragona: El Mèdol, 1994.

### Narrativa infantil y juvenil
- Las perdiuillas de las patas rojas. Barcelona: Juventud, 1971.
- Las cucharillas de luna . Barcelona: Juventud, 1971.
- El búho que abrió los ojos de día. Barcelona: Juventud, 1971.
- La negrita Safu y el Narciso . Barcelona: Juventud, 1971.
- Una larga aventura . Tarragona: Cinctorres club, 2008.
- La Rosita Fulio 182. Ampuesta: Asoc. Castellanía, 2008. (Il. Núria Arias)
- La gaviota y los cuatro gatos de pelo rojo. Ampuesta: Asoc. Castellanía, 2008. (Il. Albert Aragonés)
- Rosa y el laúd . Ampuesta: Asoc. Castellanía, 2008. (Il. Pepa Reverter)
- Las 26 letras de Julia . Ampuesta: Asoc. Castellanía, 2008. (Il. Manolo Ripollés)
- Los sueños de Daniel . Ampuesta: Asoc. Castellanía, 2008. (Il. Manel Margalef)
- El trenecito del Delta . Ampuesta: Asoc. Castellanía, 2008. (Il. Joan Ripollés)
- Viaje (sic) al país de Yusuf . Ampuesta: Asoc. Castellanía, 2008. (Il. Albert Aragonés)
- Rayo de luna en el desván; Un tesoro escalofriante; Las fantasías de Anna; Los huevos de la arenía . Ampuesta: Asoc. Castellanía, 2008. (Il. Antonia P. Ripoll)

## Otras obras

### Obra en antologías y obras colectivas
- Antología de la poesía social catalana [a cargo de Àngel Carmona]. Barcelona: Alfaguara, 1970.
- Antología da novissima poeia catalana [al cuidado de M. de Seabra]. Lisboa: Futura, 1974.
- Las cinco ramas: poesía femenina catalana [al cuidado de Roser Matheu et al. ] Engordany: Esteve Albert i Corp, 1975.
- Suelos de agua. Poemario de las Terres de l'Ebre [al cuidado de Núria Grau y estudio introductorio al cuidado de Pere Poy]. Valles: Cosetània Edicions, 2004.
- Verdaguer y Manyà, vidas cruzadas ["Mi memoria del Dr. Manyà]. Tortosa: Fundación Joan B. Manyà, 2002 [Joaquim Blanch, Joan Martínez y Pere Poy, ed. ].
- El ruido del Ebro. 15 narradores dan voz al río ["Mi soledad y yo"]. Valles: Cosetània, 2003.
- El Ebro, un río literario [al cuidado de JS Cid Català]. Tortosa: Publicaciones URV, 2017.

## Premios
- Màrius Torres (1970): De amores, añoranzas y otras cosas.
- Ciudad de Olot-Guerau de Liost de poesía y prosa poética (1992):[9] Azules.
- Premio Ciudad de Tarragona - Josep Pin i Soler de narrativa (1993): La obsesión de las dunas.
- Premio de poesía Vila de Lloseta (2012): Absolc el temps.
- Premio de la Crítica de poesía catalana (2018): Convivencia de aguas.
- Cruz de San Jordi (2023).